# Борове (Ґарволінський повіт)
Борове (пол. Borowie) — село в Польщі, у гміні Борове Ґарволінського повіту Мазовецького воєводства.
Населення — 581 особа (2011).
У 1975-1998 роках село належало до Седлецького воєводства.

## Демографія
Демографічна структура станом на 31 березня 2011 року:
|          | Загалом | Допрацездатний вік | Працездатний вік | Постпрацездатний вік |
| -------- | ------- | ------------------ | ---------------- | -------------------- |
| Чоловіки | 283     | 73                 | 188              | 22                   |
| Жінки    | 298     | 75                 | 169              | 54                   |
| Разом    | 581     | 148                | 357              | 76                   |